# Якорная площадь
Якорная площадь — центральная площадь в городе Кронштадте Кронштадтского района Санкт-Петербурга. Находится в историческом центре города между Советской улицей и Обводным каналом — в северной части, техническим оврагом Петровского дока и Манежным переулком — в южной части. С запада площадь ограничена стеной кронштадтского адмиралтейства, с востока — сквером Кронштадтского Морского собора. На Якорную площадь ведут со стороны Советской улицы — Советский мост (через Обводный канал), со стороны Манежного переулка через овраг — Макаровский мост (от Красной улицы) и Верхний Доковый мост (от Коммунистической улицы).
На Якорной площади сохранилась уникальная чугунная мостовая — едва ли не единственная в России. Подобными чугунными шашками в Кронштадте выложена также проезжая часть Пенькового моста. Чугунная мостовая Якорной площади протяжённостью ок. 200 метров (ок. 15 тыс. чугунных шашек) в марте 2012 года была разобрана и находилась на реставрации до 2013 года.

## История
Принято считать, что своё начало Якорная площадь берёт от существовавшего здесь в 1754—1898 годах, наряду с другими постройками, склада якорей, а затем и якорь-цепей со списанных кораблей и судов. В 1861 году её территория была отделена от остальной части адмиралтейства длинной каменной стеной — таким образом оформилась западная часть территории. Когда площадь окончательно официально стала называться Якорной, говорить не приходится. Так, в Историческом очерке и описании Кронштадта, изданном в 1908 году мичманом Дороговым, это название присутствует. Но в 1912 году, при определении места установки памятника адмиралу С. О. Макарову, она значится на планах, как «Разводный плац» или «Разводная площадка». При этом уже в 1918 году официально переименовывается из Якорной в площадь Жертв Революции (до 1993 года чаще, в том числе и официально, употреблялось — площадь Революции). Впрочем, всё это время горожане продолжали называть площадь Якорной, как, например, ленинградцы продолжали называть проспект 25-го Октября — Невским и т. д.
Во время событий Февральской революции 1917 года на Якорной площади были убиты несколько десятков офицеров, в том числе Военный губернатор и Главный командир Кронштадтского порта (с 1909 года) вице-адмирал Р. Н. Вирен. В марте 1917 года на площади в братской могиле были перезахоронены погибшие во время Кронштадтского восстания 1905 года. Здесь же хоронили погибших в 1917 году революционеров, погибших в 1919 году и в 1921 году — всего около 600 человек, хотя на памятнике указаны только 40 фамилий. Последним здесь, уже в 1980-е годы, был захоронен прах Главного комиссара Балтийского флота И. П. Флеровского (1888—1959). На месте братской могилы 3 ноября 1974 года был открыт новый памятник Жертвам революций (арх. Л. К. Ларионова, авторы текста В. Чечёткин и В. Годун), а 6 ноября 1980 года от Вечного огня Марсова поля (Ленинград) был зажжён Огонь Революции.
Якорная площадь всегда была как местом отдыха жителей и гостей города, так и местом военных парадов и митингов. Так, с 15-тысячного митинга на Якорной площади началось Кронштадтское восстание в 1921 году, когда гарнизон Кронштадта и незначительная часть гражданского населения выдвинули требование «За Советскую Власть без большевиков!». На этом митинге присутствовал председатель ВЦИК М. И. Калинин, но его выступление было сорвано, и Калинин был вынужден покинуть Якорную площадь, а затем и Кронштадт.
В годы Великой Отечественной войны на площади размещались артиллерийская батарея и щели — укрытия.
О событиях Великой Отечественной войны напоминает мемориал линейного корабля «Октябрьская революция», перенесенный на площадь из кронштадтского Летнего сада и официально открытый в 1986 году, а также Стена Славы (2000/2009 г.).

## Памятники

### Морской собор

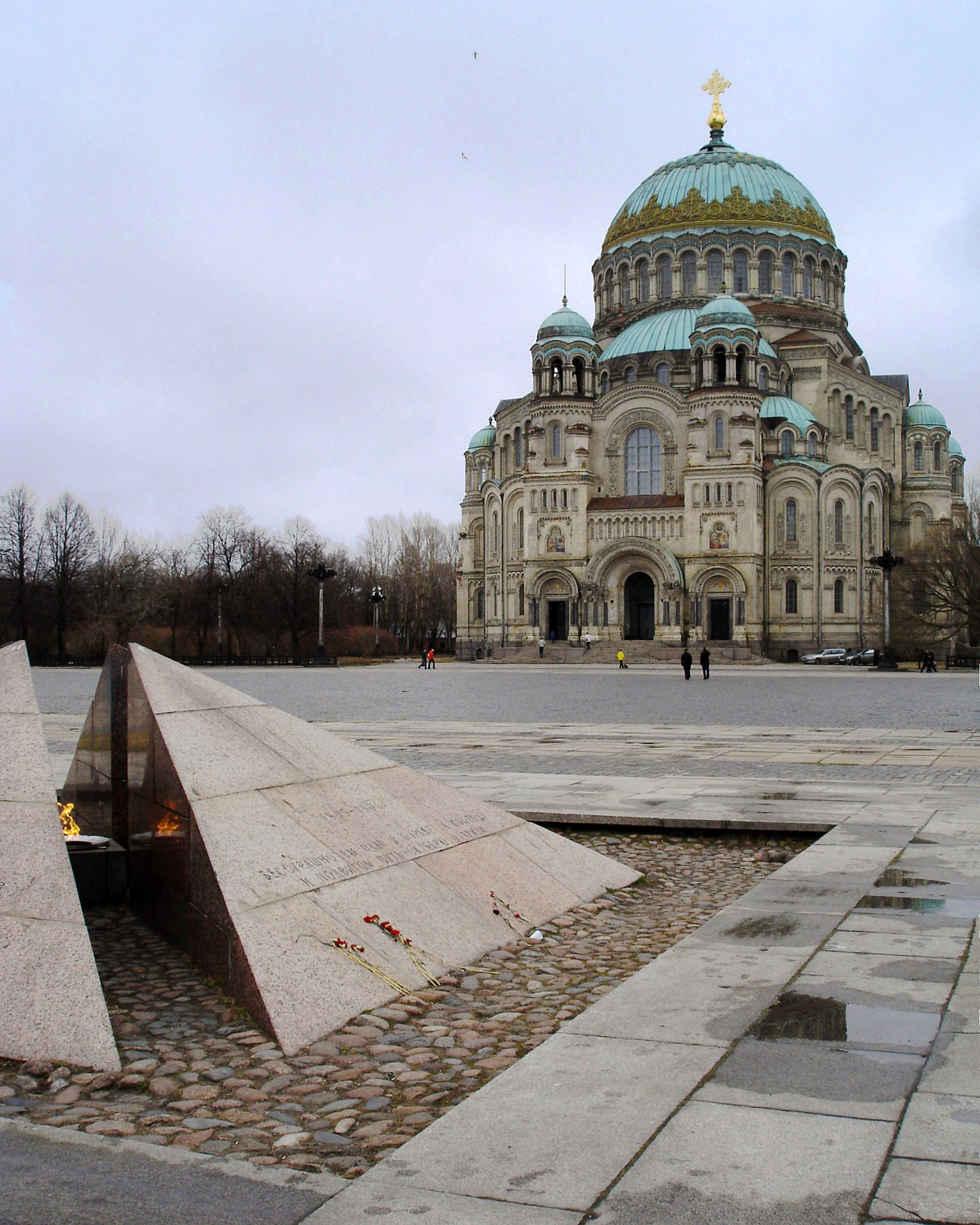
Вечный огонь и Морской собор на Якорной площади

Строительство начато в 1902 году (проект В. А. Косякова) в присутствии вице-адмирала С. О. Макарова и Отца Иоанна Кронштадтского. 10 июня 1913 года Собор освятили в присутствии Николая Второго, членов его семьи и большого стечения народа, хотя фактически роспись купола и работы в нижнем храме так и не были завершены. Богослужения продолжались до 1929 года, а официально Собор был закрыт в 1932 году, после чего в нём устроили Клуб и кинотеатр имени Максима Горького. С 1939 года в Соборе находился Матросский клуб ВМФ, в годы войны — госпиталь, наблюдательный пункт, пункт единого времени и др. Два вражеских артиллерийских снаряда попали в Собор, но без особых последствий. С 1980 года в Соборе размещался музей «Кронштадтская крепость» (филиал Центрального военно-морского музея), а с 1990-х — Театр Балтийского флота, затем с началом реставрации Собора в 2008 году их оттуда перенесли
Высотная доминанта города (75,3 м). В ясную погоду виден с любого берега Финского залива.
Освящён патриархом Кириллом 19 апреля 2012 г., после чего в Соборе проводятся богослужения по выходным дням и православным праздникам. Официальное открытие Собора состоялось 28 мая 2013 года, когда было проведено великое освящение.

### Памятник адмиралу С. О. Макарову
Бронзовый памятник, созданный в 1913 году скульптором Л. В. Шервудом, стоит на краю огромной 160-тонной гранитной скалы, а морская волна, набегающая на неё, очертаниями напоминает японского дракона — как символ гибели С. О. Макарова на броненосце «Петропавловск» в 1904 году при обороне Порт-Артура во время Русско-японской войны. В нижней части памятника — на лицевой стороне: краткая история создания памятника и девиз Макарова — «Помни войну», а на трёх других сторонах — барельефы с основными эпизодами его жизни и деятельности.

### Другие памятники

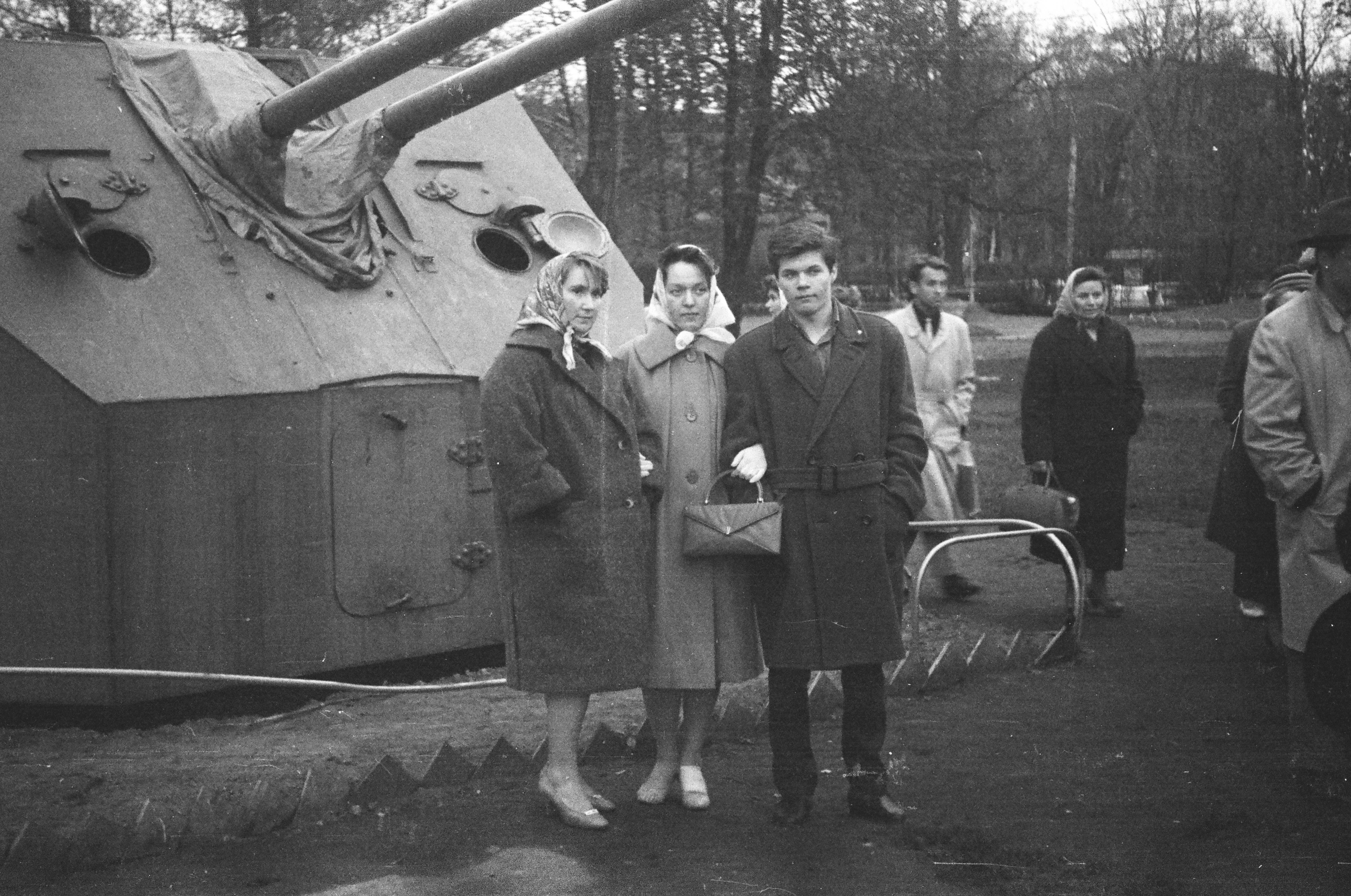
Орудие Тамбасова незадолго после открытия монумента, судя по сохранившимся брезентовым кожухам

- Братская могила (Огонь Славы) в память о погибших во время восстаний 1905 и 1921 годов и во время Гражданской войны в 1919 году.
- Двухорудийная артиллерийская 76-мм установка 81-К с линейного корабля «Октябрьская революция». Командиром орудия был старшина 1-й статьи Иван Томбасов, ценой своей жизни спасший корабль от взрыва 16 апреля 1943 года.
- Два кормовых якоря (стоп-анкеры) весом по 2,6 тонны линейного корабля «Октябрьская революция» и часть брони башни орудий главного калибра. Как и артиллерийская установка, в 1957 году были установлены в Летнем саду Кронштадта, но впоследствии перенесены на Якорную площадь, где официально открыты 22 июня 1986 года.
- Стена Славы (открыта 9 мая 2000 года) в память о защитниках Кронштадта и Ленинграда, погибших во время Великой Отечественной войны — 24 мемориальных доски.

В непосредственной близости расположены:
- Адмиралтейство
- Летний сад
- Обводный канал
- Площадь Рошаля и расположенный на ней Молодёжно-досуговый центр (кинотеатр «Бастион»)

## Транспорт
Непосредственно рядом с площадью — по Советской улице — ходят автобусы № 1Кр, 2Кр, 101 (остановка «Якорная площадь»). Остальные автобусы останавливаются в значительном удалении: остановка автобусов № 1Кр, 3Кр у Зимней пристани; к Зимней же пристани ранее прибывали паромы из Ломоносова и метеоры из Санкт-Петербурга, теперь же там останавливаются только аквабусы; пригородные автобусы у Гостиного двора — № 2Л, 101Э, 175, 207, 215, 406.

## Галерея
| Памятник С. О. Макарову | Вечный огонь | Ажурный фонарь | Вид на Овражный парк с площади |